# Adolf Duflos
Adolf Ferdinand Duflos (ur. 2 lutego 1802 w Artenay, zm. 9 października 1889 w Annaberg) – niemiecki chemik, farmaceuta i znawca trucizn, profesor Uniwersytetu Wrocławskiego.
Wcześnie osierocony, znajdował się pod opieką swego wuja Wattblefa Duflosa, który był lekarzem wojskowym. Po śmierci wuja w kampanii rosyjskiej w 1813 został adoptowany w 1814 przez rektora liceum Benedykta i zamieszkał w Annanbergu w Rudawach. Pracował jako praktykant, a następnie jako asystent u aptekarza Friedricha Adolfa Hertela z Drezna. W latach 1822–1830 asystent aptekarza Oleariusza we Wrocławiu. Następnie w latach 1830–1833 studiował nauki przyrodnicze i chemię na uniwersytecie w Halle. Po ich ukończeniu przejął kierownictwo fabryki chemicznej Langscha we Wrocławiu. W 1841 otrzymał tytuł doktora farmacji. W 1842 został mianowany administratorem apteki uniwersyteckiej i jednocześnie uzyskał kwalifikacje wykładowcy farmacji. Najpierw został asystentem nauczyciela w instytucie farmaceutycznym w Halle, a następnie nauczycielem chemii w Friedrichs-Gymnasium we Wrocławiu. W 1846 został profesorem nadzwyczajnym chemii farmaceutycznej na Uniwersytecie Wrocławskim. Później został profesorem zwyczajnym chemii farmaceutycznej. Podczas pobytu Roberta Wilhelma Bunsena we Wrocławiu w 1852 roku Duflos był jego współpracownikiem i pomógł mu w skompletowaniu zbiorów. We Wrocławiu uważany był za ojca farmacji. Swoje najważniejsze publikacje napisał w latach 40. XIX wieku i po przejściu na emeryturę w 1869. Od 1866 był członkiem honorowym Towarzystwa Badań Przyrodniczych „Isis” z siedzibą w Dreźnie. Za swoje osiągnięcia został wyróżniony szlachectwem i nominacją na tajnego radcę.
Wśród prac naukowych Duflosa znajdują się m.in. opracowania i analizy chemiczne wód pochodzących ze źródeł w Kudowie-Zdroju, których publikacja przezeń w 1850 i potwierdzenie ich właściwości leczniczych stały się impulsem do utworzenia w Kudowie zakładów wodoleczniczych i późniejszego rozwoju miasta jako uzdrowiska.

## Literatura
- Hermann Markgraf: Duflos, Adolf. In: Allgemeine Deutsche Biographie (ADB). Band 48, Leipzig 1904, S. 140 f.
- Karl Gabriel Nowack: Duflos Adolf Ferdinad  In: Schlesisches Schriftsteller-Lexikon; Band 6, Breslau 1843, S. 22